# Sciades sibuyanensis
Sciades sibuyanensis là một loài bọ cánh cứng trong họ Cerambycidae.